# Projektorskærm
En projektorskærm, eller et projektorlærred er en anordning bestående af en skærm (med støtteben), der bruges til at vise et projiceret billede eller tekst til tilhørere, møder og briefinger. Projektorskærme kan være permanent installeret, som i en biograf, hængt op en på væggen eller bærbar med stativ eller gulvhævende modeller som i et mødelokale eller andet ikke-dedikeret visningsrum. 